# Sabuesos de Holguín
Uniformes
Sabuesos de Holguín est un club cubain de baseball évoluant en première division du championnat de Cuba de baseball. Il fut fondé en 1977. Situé dans la province de Holguín, le club a toujours été une équipe pauvre, mais a réussi à remporter le championnat en 2002. Ses joueurs sont surnommés Sabuesos (C'est-à-dire : Chiens de chasse) ou péjorativement Cachorros(Chiots). Le stade des Sabuesos porte le nom de Calixto García, patriote héros des guerres d'indépendance cubaines, natif de Holguín.